# Alberto Rivera Fernández
Alberto Rivera Fernández (Perú, 13 de septiembre de 1950 - Pucallpa, 21 de abril de 2004) fue un político peruano. Fue diputado por Ucayali durante el periodo parlamentario 1990 y 1992. Al momento de su fallecimiento era presidente de la Federación de Periodistas de Ucayali.
En 1983 fue elegido regidor provincial de Coronel Portillo por el Partido Popular Cristiano. Participó en las elecciones generales de 1990 y fue elegido diputado por el departamento de Ucayali por el FREDEMO. No pudo completar su periodo por el Autogolpe dado por el presidente Alberto Fujimori el 5 de abril de 1992.

## Biografía
Alberto Rivera nació en 1950. Antes de dedicarse al periodismo, fue un pequeño empresario en la venta de vidrios y estructura de metales en la ciudad de Pucallpa. Posteriormente se dedicó a la política.
Tuvo una estrecha relación comercial con Luis Valdez Villacorta en los años noventa. En la década siguiente, Rivera se dedicó a la radio a denunciar a las autoridades de la zona. Desde entonces, fue crítico de la Municipalidad provincial de Coronel Portillo.
En el año 2000, asumió el cargo mayor en la Federación de Periodistas de Ucayali.

## Asesinato
Alberto Rivera Fernández fue asesinado en Pucallpa, el 21 de abril de 2004. Luego de concluir su habitual programa Transparencia, cuando se aprestaba a salir hacia su domicilio, dos desconocidos se le aparecieron disparándole al pecho. Según afirmó Patricia, hija del periodista, los asesinos intentaron borrar elementos de prueba que involucrasen a terceros y se robaron la agenda y el maletín de la víctima, donde portaba documentos importantes, además de las llaves del local comercial de su propiedad.
Rivera era un acérrimo crítico de autoridades regionales a quienes vinculaba con el tráfico de drogas, tierras y tala de madera. Un día antes de su asesinato, en un programa de televisión al que fue invitado, dio nombres y apellidos de las autoridades que él consideraba corruptas y responsabilizó al entonces alcalde Luis Valdez Villacorta de cualquier agresión que sufriera.
El proceso derivado del asesinato ha estado plagado de irregularidades, a tal punto que el presidente de la Sala Civil de la Corte Superior de Uyacali fue suspendido de su cargo por interferir en el juicio penal, mientras la Sala Penal de ese tribunal y con votos de mayoría absolvía a los dos sindicados como autores intelectuales, aunque la Presidenta de la Sala votó diametralmente diferente, por condenar a ambos a 20 años de cárcel. Sicarios y dos trabajadores municipales que habían confesado que el burgomaestre los contrató para el crimen, se desdijeron después al ser objeto de amenazas. Valdez y el gerente municipal Solio Ramírez, fueron enjuiciados pero luego absueltos, resolución apelada por los deudos de Rivera pidiendo su nulidad, pero extrañamente no recurrida por la Fiscalía.
Desde 2005, la Sociedad Interamericana de Prensa se encargó en promover la investigación del caso.